# Otto Lindeberg
Otto Lindeberg, född 17 september 1863 i Nyköping, död där 27 januari 1947, var en svensk företagsledare och kommun- och landstingspolitiker.
Otto Lindeberg var son till bryggaren Gustaf Albert Lindeberg. Han fick möjlighet att studera och efter mogenhetsexamen vid Nyköpings högre allmänna läroverk inskrevs han vid Uppsala universitet 1882. Lindeberg lämnade dock studierna för att utbilda sig till bryggare och tog 1887 över faderns ångbryggeri, som efter modernisering på 1880-talet var ett av Nyköpings mest betydande företag. 1905 slogs bryggeriet samman med det andra stora bryggeriet i Nyköping, Gillbergska bryggeriet och ombildades till aktiebolag under namnet Nyköpings bryggeri AB. Lindeberg var bolagets VD 1905-1937 och bolagsstyrelsens ordförande 1905-1947.
Otto Lindberg var även kommunpolitiskt aktiv, han var ledamot av stadsfullmäktige i Nyköping 1893-1932, vice ordförande i drätselkammaren 1897-1906 samt ordförande och verkställande ledamot där 1907-1930. Därtill var han ledamot av styrelsen för teaterbolaget i Nyköping 1900-1932 varav 1900-1928 som ordförande, ledamot av styrelsen för Nyköpings sparbank 1902-1913 och dess huvudman 1903-1946, ordförande i Södermanlands stadshypoteksförening 1910-1947, ledamot sv styrelsen för Södermanlands länsmuseum 1913-1947, ordförande i livsmedelsstyrelsen i Södermanland 1916-1920, ledamot av styrelsen för Södermanlands Enskilda Bank 1918-1947 varav 1932-1946 som ordförande, ledamot av styrelsen för Städernas allmänna brandstodsbolag 1925-1940, ledamot av styrelsen för Samfundet för hembygdsvård 1928-1938 varav 1932 som ordförande, ledamot av kommittén angående kommunalförvaltningen i magistratsfria städer 1928-1929, ledamot av styrelsen för försäkringsanstalten Gothia 1929-1940 och ledamot av styrelsen för Södermanlands hembygdsförbund 1931-1940.
Otto Lindeberg var även ledamot av Södermanlands läns landsting 1902-1938. Han tilldelades 1932 Illis Quorum.